# 1610
1610 (MDCX) byl rok, který dle gregoriánského kalendáře započal pátkem.

## Události
- 13. května – korunovace Marie Medicejské francouzskou královnou v bazilice Saint-Denis
- 14. května – François Ravaillac zavraždil Jindřicha IV. Navarrského.
- 17. října – korunovace Ludvíka XIII. francouzským králem v Remeši
- Jan Zbyněk Zajíc z Hazmburka se stává předsedou Apelačního soudu.
- Henry Hudson objevuje Hudsonův záliv v Kanadě.

### Probíhající události
- 1568–1648 – Nizozemská revoluce
- 1568–1648 – Osmdesátiletá válka
- 1600–1611 – Polsko-švédská válka
- 1609–1618 – Rusko-polská válka

## Věda a umění
- 7. ledna – Galileo Galilei objevil 4 měsíce Jupitera (tzv. Galileovy měsíce: Io, Europa, Ganymedes a Callisto).
- prosinec – Galileo Galilei sledoval fáze Venuše.
- William Lower vystoupil s názorem, že Keplerovy zákony platí i pro komety.
- první zmínka o řvoucích čtyřicítkách od Henderika Brouwera.

## Narození
Česko
- 05. února – Jan Antonín I. z Eggenbergu, česko-stýrský († 12. února 1649)
- 02. září – Otto Bedřich z Harrachu, šlechtic († 7. prosince 1639)
- 29. září – Jan Vilém Harant z Polžic a Bezdružic, šlechtic a voják († 1643)
- 16. října – Oldřich Adam Popel z Lobkowicz, příslušník bílinské větve šlechtického rodu Lobkoviců († 28. října 1649)
- 14. listopadu – Ondřej Dirre, olomoucký kanovník († 21. listopadu 1669)
- neznámé datum
  - Karel Škréta, český barokní malíř († 30. července 1674)
  - Jan Hartvík z Nostic, český šlechtic a politik († 24. března 1683)
  - Karel Škréta, nejvýznamnější český barokní malíř († 30. července 1674)
  - Václav Samuel Hlaváček, radní Nového Města pražského († 1660)

Svět

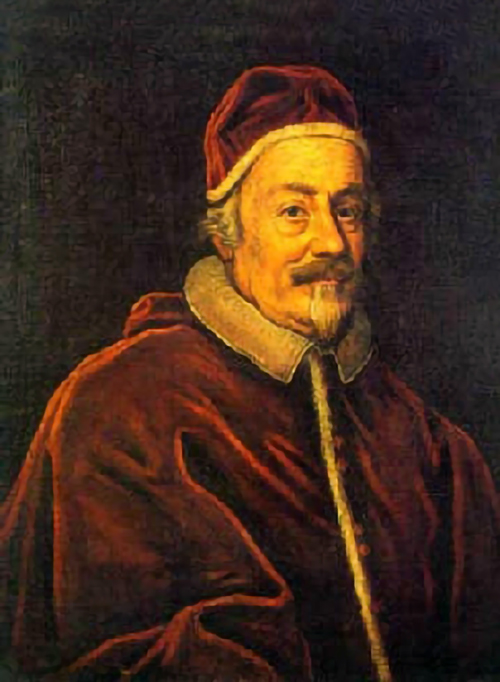
Papež Alexandr VIII. (* 22. dubna)

- 13. ledna – Marie Anna Habsburská, rakouská arcivévodkyně († 25. září 1665)
- 22. dubna – papež Alexandr VIII. († 2. února 1691)
- 22. května – Francesco Alberti di Pola, tridentský biskup († 4. února 1689)
- 14. července – Ferdinand II. Medicejský, toskánský velkovévoda († 23. května 1670)
- 01. září – Onufrij Stěpanov, ruský sibiřský kozák († 30. června 1658)
- 06. září – František I. d'Este, vévoda z Modeny a Reggia († 14. října 1658)
- 19. října – James Butler, 1. vévoda z Ormonde, anglický státník a irský šlechtic († 21. července 1688)
- 22. listopadu – Marie Alžběta Saská, saská princezna a holštýnsko-gottorpská vévodkyně († 24. října 1684)
- 10. prosince – Adriaen van Ostade, nizozemský malíř a rytec († 2. května 1685)
- 15. prosince – David Teniers mladší, vlámský malíř, tiskař a miniaturista († 25. dubna 1690)
- 22. prosince – Wolf Engelbrecht von Auersperg, slovinský šlechtic († 28. dubna 1673)
- 28. prosince – Vasilije Ostrožský, hercegovinský biskup a pravoslavný světec († 29. dubna 1671)
- neznámé datum
  - Kristina Poniatowská, dcera polského šlechtice, vizionářka († 6. prosinec 1644)
  - Wojciech Bobowski, polský hudební skladatel, malíř, diplomat a překladatel († 1675)
  - John Bargrave, anglický cestovatel a spisovatel († 11. května 1680)
  - Dirck van Santvoort, holandský malíř († 1680)
  - Henry Du Mont, valonský varhaník a hudební skladatel († 1684)
  - Jacob van Wassenaer Obdam, nizozemský politik a válečník († 13. června 1665)
  - Michel Lambert, francouzský pěvec, theorbista a hudební skladatel († 29. června 1696)
  - Li Jü, čínský dramatik a prozaik († 1680)

## Úmrtí
Česko
- 26. března – Jan Kocín z Kocinétu, historik, právník a překladatel (* 14. února 1543)
- 17. července – Amand Polan z Polansdorfu, teolog a spisovatel (* 16. prosince 1561)

Svět

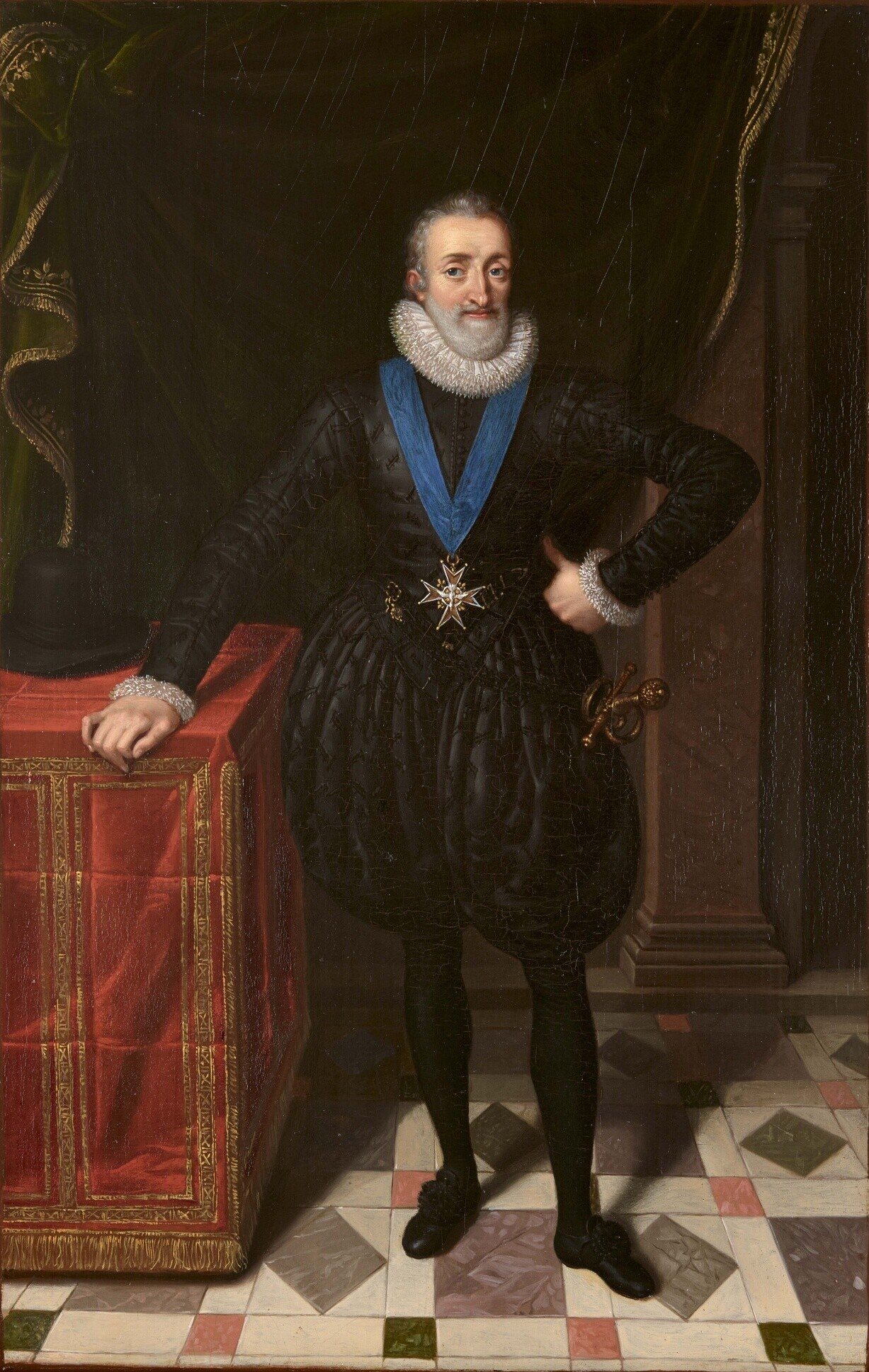
Jindřich IV. Francouzský († 14. května)

- 25. února – Philippe Canaye, francouzský právník a diplomat (* 1551)
- 20. března – Anna Marie Švédská, dcera švédského krále Gustava I. Vasy (* 19. června 1545)
- 24. dubna – Anna Holštýnsko-Gottorpská, hraběnka Východního Fríska (* 27. února 1575)
- 11. května – Matteo Ricci, italský misionář v Číně (* 6. října 1552)
- 14. května – Jindřich IV. Francouzský, francouzský král (* 13. prosince 1553)
- 27. května – François Ravaillac, vrah francouzského krále Jindřicha IV. (* 1578)
- 14. července – Svatý František Solano, španělský misionář v Jižní Americe (* 10. března 1549)
- 18. července – Caravaggio, italský barokní malíř (* 29. září 1573)
- 19. září – Fridrich IV. Falcký, kurfiřt falcký a zakladatel protestantské unie (* 5. března 1574)
- 21. září – Giovanni Stefano Ferreri, italský katolický biskup a papežský diplomat (* ?)
- 24. listopadu – Sofie Pruská, německá princezna z pruského vévodství (* 31. března 1582)
- 11. prosince – Adam Elsheimer, německý malíř (pokřtěn 18. března 1578)
- 31. prosince – Ludolph van Ceulen, německý matematik (* 28. ledna 1540)
- neznámé datum
  - Mavro Orbini, jihoslovanský historik, (* 1563)
  - Hieronymus Francken I, vlámský malíř (* kolem 1540)
  - Georg Gruppenbach, německý tiskař a nakladatel (* ?)
  - Luis Váez de Torres, portugalský mořeplavec (* kolem 1565)
  - Jüan Chung-tao, čínský literární kritik a básník (* 1568)
  - Šen Ťing, čínský dramatik a teoretik (* 1553)

## Hlavy států
- Anglie – Jakub I. Stuart (1603–1625)
- Francie – Jindřich IV. (1589–1610) / Ludvík XIII. (1610–1643)
- Habsburská monarchie – Rudolf II. (1576–1612)
- Morava – Karel starší ze Žerotína
- Osmanská říše – Ahmed I. (1603–1617)
- Polsko-litevská unie – Zikmund III. Vasa (1587–1632)
- Rusko – Vasilij IV. (1606–1610) / Vladislav IV. Vasa (1610–1613)
- Španělsko – Filip III. (1598–1621)
- Švédsko – Karel IX. (1599–1611)
- Papež – Pavel V. (1605–1621)
- Perská říše – Abbás I. Veliký